# Christiane Pauli-Magnus
Christiane Pauli-Magnus (* 1969) ist eine Schweizer Ärztin und Hochschullehrerin. Sie wurde 2020 zum Mitglied des Schweizerischen Wissenschaftsrats (SWR) ernannt.

## Berufsweg
Christiane Pauli-Magnus absolvierte ein Medizinstudium an den Universitäten Heidelberg und Würzburg mit Auslandssemestern in Frankreich und Chile. In Würzburg wurde sie 1996 promoviert. An der University of California, San Francisco, forschte sie 2000–2001 zur Pharmakogenetik von Wirkstofftransportprozessen im Darm und an der Blut-Hirn-Schranke.
Pauli-Magnus wechselte 2001 als Oberärztin an das Universitätsspital Zürich. Dort habilitierte sie 2004. Zwei Jahre später baute sie die «Clinical Trial Unit» am Universitätsspital Basel auf und übernahm später deren Leitung. Sie ist Fachärztin für Allgemeine Innere Medizin und Klinische Pharmakologie und Titularprofessorin für Klinische Pharmakologie und Toxikologie an der Universität Basel.
Christiane Pauli-Magnus übernahm 2014 die Co-Leitung des «Departements Klinische Forschung» am Universitätsspital und der Universität Basel und drei Jahre später die Präsidentschaft der Swiss Clinical Trial Organisation (SCTO).
Pauli-Magnus ist verheiratet und Mutter von vier Kindern.